# Le Serpent (film, 1973)
Pour les articles homonymes, voir Le Serpent.
Pour plus de détails, voir Fiche technique et Distribution.
Le Serpent est un film d'espionnage franco-germano-italien réalisé par Henri Verneuil et sorti le 7 avril 1973.

## Synopsis
Le colonel Vlassov du KGB, en voyage en France avec son épouse, se rue lors de son départ de l'aéroport d'Orly au poste de la police de l'air, où il demande à la police française de lui donner asile et de le déposer à l'ambassade américaine. Son épouse, bien qu'elle puisse l'accompagner sans problème, décide de rentrer auprès de ses enfants en Union soviétique.
Les chefs de la DST, le directeur Berthon et son adjoint Tavel, tentent de lui arracher un renseignement avant de le livrer aux Américains, mais le ministère des Affaires étrangères leur donne l'ordre de céder aux demandes de Vlassov, qui est donc pris en charge par l'ambassade et transféré au siège de la CIA à Langley. Après un interrogatoire afin de vérifier son identité, on le fait passer au détecteur de mensonges pour connaitre les raisons de sa fuite.
Vlassov ne donne pas ces raisons et en évoque deux autres fausses : l'envie d'aider les États-Unis et la volonté de changer le régime de son pays, qu'il est incapable effectuer de l'intérieur. En fait, les services de la CIA concluent qu'à la suite de la chute de Nikita Khrouchtchev, dont il était un collaborateur de plus en plus influent, Vlassov a compris que sa carrière en Union soviétique était finie et que la seule porte de sortie était de passer à l'Ouest. Un des cadres de l'Intelligence Service, Philip Boyle, avait d'ailleurs été en contact avec Vlassov à Ankara (Turquie) et avait rapporté qu'il pouvait être « retourné ». Allan Davies, le chef de la CIA, décide alors d'accorder sa confiance à Vlassov.
Après ces vérifications, Vlassov donne les renseignements qu'on attend de lui : la liste des membres du réseau de renseignement présents en Europe qui acheminent tout renseignement concernant l'OTAN vers Moscou. Il apporte également avec lui des preuves confondantes. Les premiers noms sur la liste sont des membres des services de la RFA qui sont « suicidés »[pas clair]. Le général von Streilitz est retrouvé mort une balle dans la tête. Le chef adjoint des services secrets de l'Allemagne de l'Ouest se noie lors de ses vacances. Boyle apprend de la bouche de Davies que le Foreign Office et les services français sont également infiltrés.
Berthon et Boyle sont présents à l'enterrement du directeur adjoint du BND, dont la mort a été travestie comme celle de plusieurs autres en accident d'avion. Ils se rencontrent à part. Boyle parle à Berthon des « taupes » du Foreign Office, qui lui répond que les noms français lui seront bientôt communiqués par le président de la France en personne. En fait, il n'y a que deux noms français, un étant Berthon.
Son adjoint, Tavel, est chargé par Debecourt, directeur par intérim, de démanteler le réseau de Berthon et de l'arrêter. Tavel lui rapporte ce qu'il sait : Berthon avait collaboré durant la Seconde Guerre mondiale et n'avait dû son salut lors de son procès qu'à un chef de réseau de résistance, maintenant connu pour ses activités d'agent soviétique. Tavel interroge également Deval, l'autre nom de la liste Vlassov, qui avoue que les débordements homosexuels de sa fille avaient été utilisés par les services de l'Allemagne de l'Ouest pour tenter de le faire chanter et que Berthon avait réglé le problème en traitant directement avec l'instigateur du chantage, le directeur adjoint du BND, que Berthon connaissait très bien.
L'affaire Berthon est montée en épingle par la presse, et Berthon passe alors à la radio pour se disculper sans l'accord de ses chefs. On apprend dans l'émission la fuite des deux agents du Foreign Office alors que leur mise en cause n'était connue que « de l'Intelligence Service et d'un agent français ». De même, une personne appelant pour lui poser une question pendant cette émission dit avoir été interrogée par lui à Lyon quinze ans auparavant (donc en 1957) pendant la guerre d'Algérie. Après son passage à l'antenne, Berthon rencontre une ancienne maîtresse, qui est convoquée avec son mari à la DST. Elle lui demande de protéger sa réputation, et il lui explique qu'il n'a plus aucune marge de manœuvre ou de pouvoir. Le soir-même, malgré la mise sur écoute de son appartement et la surveillance rapprochée exercée sur lui, Berthon reçoit un appel et part à la rencontre de son correspondant, semant les hommes de Tavel.
Il rejoint Philip Boyle, qui est en fait l'instigateur, avec Vlassov, de l'opération d'intoxication créée par le KGB. En faisant croire que de nombreux agents loyaux étaient des traîtres et après les avoir directement éliminés pour éviter leur interrogatoire, la désorganisation des services occidentaux devient inévitable. Boyle propose à Berthon le passage à l'Est et lui donne un faux passeport. Berthon refuse, mais Boyle lui fait tirer dessus alors qu'il s'apprête à partir. Bien que la balle ne l'ait pas touché, Berthon a un accident.
Davies fait le point à Langley avec Vlassov. Après lui avoir fait visiter leurs installations, il lui montre que les preuves de sa rencontre avec Boyle à Ankara sont inexactes. En fait, la photo montre le mont Ararat en arrière-plan mais du "mauvais" côté, et prouve qu'ils se sont rencontrés en Union soviétique. Davies avait d'ailleurs testé sa théorie en insérant dans la liste deux noms qui n'y étaient pas au départ : les agents du Foreign Office, qu'il soupçonnait depuis quelque temps. Cet ajout avait obligé Boyle à réagir en faisant fuir ses agents et en mettant en cause directement Berthon et en tentant de l'éliminer. Boyle en fuite, Berthon mort, Vlassov serait renvoyé en Union soviétique.
Davies et Berthon se retrouvent sur la frontière de l'Allemagne de l'Ouest et de l'Allemagne de l'Est. Berthon, en fait légèrement blessé, était invité à assister à l'échange de Vlassov avec un pilote d'avion américain, qui a été abattu par les Soviétiques. Davies et Berthon font alors le point sur leurs carrières respectives. Berthon démissionnera, et Davies sera mis à la retraite. Quant à Vlassov, sa carrière, malgré la réussite partielle de sa mission, est également terminée : il a « goûté à l'Occident », il ne sera donc plus sûr aux yeux du KGB.

## Fiche technique
- Titre original français : Le Serpent
- Titre italien : Il serpente
- Titre allemand : Die Schlange
- Titre anglais : Night Flight from Moscow
- Réalisateur : Henri Verneuil
- Scénario : Gilles Perrault et Henri Verneuil d'après l'œuvre originale de Pierre Nord, Le Treizième suicidé
- Assistant réalisateur : Marc Grunebaum
- Images : Claude Renoir
- Montage : Pierre Gillette
- Son : Jean Rieul
- Musique : Ennio Morricone
- Décors : Jacques Saulnier
- Création des costumes : Hélène Nourry
- Production : Euro International Films (Rome), Les Films de La Boétie, Rialto Films
- Producteur : Henri Verneuil
- Directeur de production : Jacques Juranville
- Distributeur : CIC (Cinema International Corporation)
- Studios : Paris-Studios-Cinéma (Studios de Billancourt)
- Pays de production :  France -  Italie -  Allemagne de l'Ouest
- Langue originale : anglais, allemand, français
- Format : couleur (Eastmancolor) - 35 mm - 1.78:1 - Son mono (Western Electric Mirrophonic Recording)
- Genre : espionnage
- Durée : 124 minutes
- Date de sortie : 
  - France : 7 avril 1973
  - Allemagne de l'Ouest : 13 avril 1973
  - Italie : 18 mai 1973 (Milan)
  - Belgique : 14 septembre 1973 (Gand)

## Distribution
- Yul Brynner : Vlassov
- Henry Fonda : Allan Davies
- Dirk Bogarde : Philip Boyle
- Philippe Noiret : Lucien Berthon
- Michel Bouquet : Tavel
- Martin Held : Lepke
- Farley Granger : directeur de programme informatique
- Virna Lisi : Annabel Lee
- Guy Tréjan : Deval
- Marie Dubois : Suzanne
- Elga Andersen : Kate Cross
- Robert Alda : enquêteur
- Nathalie Nerval : Tatiana
- André Falcon : diplomate français
- Paola Pitagora : Jeannine Santelli, la vendeuse du duty free shop
- Robert Party : Debecourt
- William Sabatier : Mercadier
- Luigi Diberti : Lefevre
- François Maistre : Inspecteur Joss
- Larry Dolgin : Atamian
- Eva Maria Meineke : Frau von Streilitz
- Robert Le Béal : le directeur de l'aéroport (non crédité)
- François Dyrek : le chauffeur de taxi (non crédité)
- Alan Scott : l'aviateur américain

## Autour du film

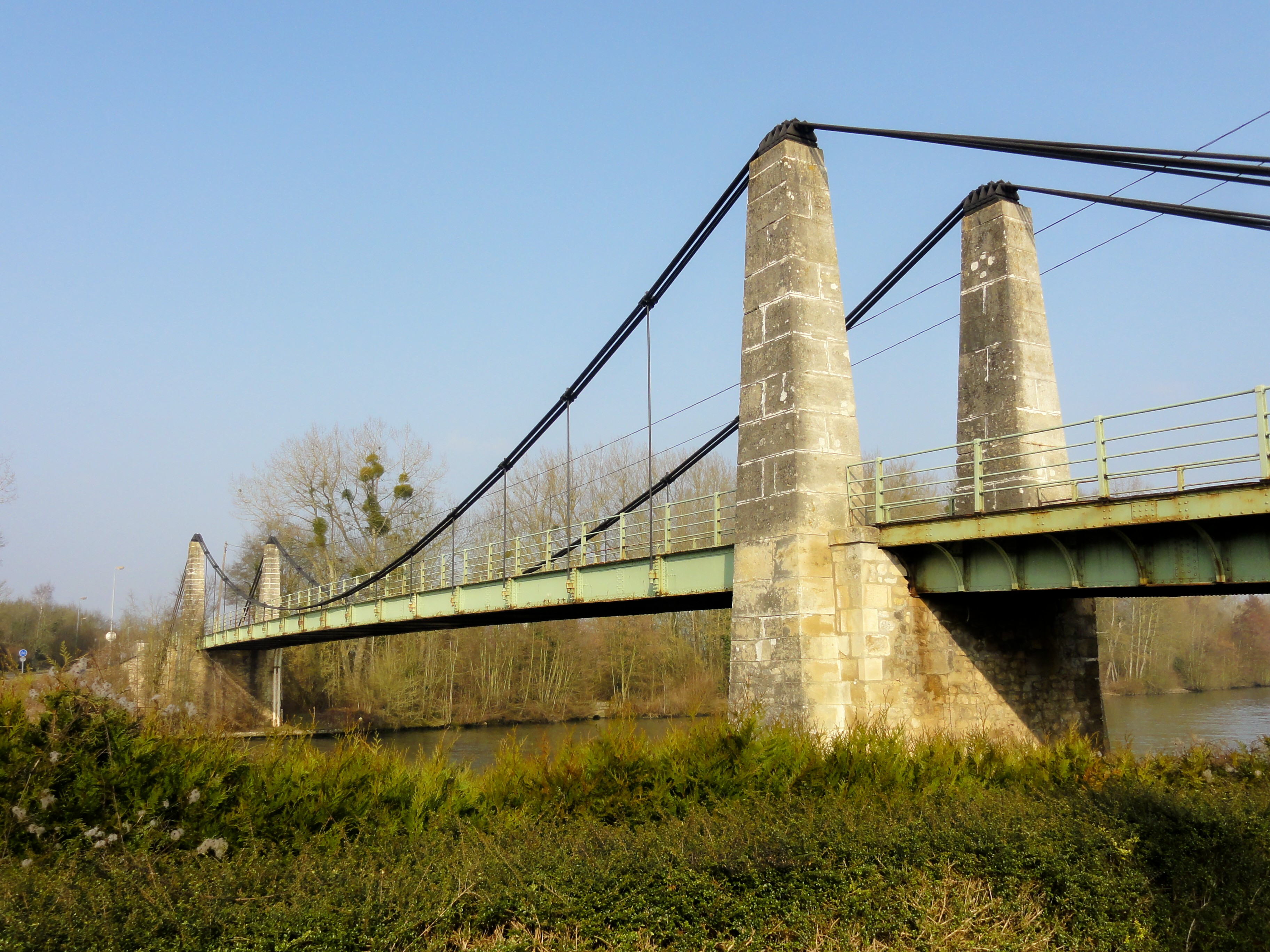
Pont sur l'Oise à Lacroix-Saint-Ouen qui a servi de décor au tournage.

Le titre fait référence à deux éléments du film :
- L'étui à cigarettes de Philip Boyle, seul élément visible de sa personne lorsqu'il organise les « suicides » des agents de l'Allemagne de l'Ouest, est décoré d'un serpent.
- Lors de la dernière conversation entre Boyle et Berthon, ce dernier dit que le premier agent secret de l'histoire fut sans doute le diable, déguisé en serpent, qui tenta Ève au Paradis.

La scène finale avec l'échange entre Vlassov et le pilote américain est peut-être à rapprocher d'un échange réel en 1962. Rudolph Abel, espion soviétique de premier ordre, et Francis Gary Powers, pilote américain abattu pendant le survol de l'Union soviétique par son avion-espion U-2. Cet échange eut lieu au pont de Glienicke. La scène du film, concernant l'échange des espions sur le pont, fut tournée en France sur le pont de la commune de La Croix Saint-Ouen, près de Compiègne (Oise), à cause des deux ponts, en plus des grandes facilités de tournage près de Paris.
Le personnage joué par Henry Fonda, est inspiré d'Allen Dulles ancien directeur de la CIA de 1953 à 1961.